# Бурец
Бурец (устар. Бура) — река в Республике Татарстан и Кировской области. Устье реки находится в 132 км по правому берегу реки Вятка (бассейн Волги). Длина реки составляет 50 км, площадь водосборного бассейна — 678 км².

## Течение
Исток реки на окраине Шеморданского лесничества (Балтасинский район Татарстана) юго-западнее села Бурбаш в 9 км к северу от крупного села Шемордан. Река течёт на северо-восток, затем на юго-восток, ниже вновь на северо-восток. Вскоре после истока протекает село Бурбаш и деревню Бурбашский Сардыган, после чего входит на территорию Кукморского района, в котором располагается большая часть течения реки. Река здесь течёт через деревни Поршур и Малая Шура, сёла Вахитово и Яныль. Ниже протекает через деревни Верхний Казаклар и Нижний Казаклар; сёла Олуяз, Большой Сардык, Адаево, Кошкино и Мамашир.
В нижнем течении некоторое время образует границу Татарстана и Кировской области. Непосредственно перед устьем перетекает в Кировскую область, где образует границу Малмыжского и Вятскополянского районов. Впадает в Вятку у деревни Новый Бурец. Высота устья — 58,0 м над уровнем моря.

## Притоки
Основные притоки (место впадения от устья): Большая Китячка (12 км), Малая Китячка (10 км) — левые.

## Данные водного реестра
По данным государственного водного реестра России относится к Камскому бассейновому округу, водохозяйственный участок реки — Вятка от водомерного поста посёлка городского типа Аркуль до города Вятские Поляны, речной подбассейн реки — Вятка. Речной бассейн реки — Кама.
Код объекта в государственном водном реестре — 10010300512111100040272.

## Галерея
- река в районе села Вахитово